# Dedi di Hassegau
Dedi, noto anche come Dedo, Dadi o Téti (in latino Dadanus) (... – 957), fu conte di Hassegau attorno alla metà del X secolo.

## Biografia
Dedi è menzionato come conte di Hassegau in un documento del re dei Franchi Orientali Ottone I del 26 settembre 949. Viene menzionato in due occasioni anche da Vitichindo di Corvey, che lo cita nel 939 come sostenitore di Ottone I durante la lotta che lo contrappose al fratello ribelle Enrico, al quale Dedi sottrasse diversi castelli con un astuto stratagemma. Tuttavia, poco dopo il 953 fu bandito dal Ottone I, presumibilmente perché si era unito alla ribellione di Liudolfo, figlio del sovrano, o forse su istigazione di Enrico. Morì nel 957, secondo quando riportano i necrologi dell'abbazia di Fulda.

## Famiglia
La figura di Dedi è diventata centrale nella letteratura storica riguardante l'origine della famiglia aristocratica tedesca dei Wettin. Nella sua genealogia della casa di Wettin del 1897, Otto Posse sostiene che Dedi sia figlio di un certo Burcardo, il nonno del quale era Burcardo di Turingia. Inoltre, Dedi sarebbe il padre di Burcardo e Dedi, morti nella battaglia di Capo Colonna, nonché di Teoderico I, il primo Wettin noto con certezza.